# Християнски реконструкционизъм
Християнският реконструкционизъм е фундаменталистко реформирано теономично движение, което се развива под идеите на Русас Ръшдуни, Грег Банзен и Гари Норт; има важно влияние върху християнската десница в Съединените щати. Спазвайки културния мандат, реконструкционистите проповядват теономия и възстановяването на определени библейски закони, за които се твърди, че имат постоянна приложимост.